# Julianne Hough
Julianne Alexandra Hough (født 20. juli 1988) er en amerikansk professionel danser, countrysanger og skuespiller. Hun er bedst kendt for at have været professionel mester i ABC's Dancing with the Stars to gange. Hun blev nomineret til en Creative Arts Primetime Emmy pris i 2007 for hendes fremragende koreografi. Hough fik en pladekontrakt med Mercury Nashville i december 2007. Hendes selvbetitlede debutalbum blev udgivet den 20. maj 2008 og debuterede som nr. 1 på Billboard Country Album listen og som nr. 3 på Billboard 200. 
Det solgte 67.000 eksemplarer i den første uge, og har i dag solgt over 320.000 eksemplarer i alt. Den 12. oktober 2008 udgav hun et ferie-album, Sounds of the Season: The Julianne Hough Holiday Collection, der pr. 5. januar 2009 har solgt 157.000 eksemplarer. Hendes første hovedrolle var i 2011 i genindspilningen af Footloose. Hun medvirkede også i dramafilmen Safe Haven sammen med Josh Duhamel i 2013.

## Privatliv
Julianne Hough datede Ryan Seacrest fra april 2010 til marts 2013.
Hun støttede Mitt Romney i 2012 i forbindelse med præsidentvalget.

## Diskografi
- Julianne Hough (2008)
- Sounds of the Season: The Julianne Hough Holiday Collection (2008)

## Filmografi
- 2001 -	Harry Potter og De Vises Sten
- 2010 -	Burlesque
- 2011 -	Footloose
- 2012 -	Rock of Ages
- 2013 -	Safe Haven
- 2013 -	Paradise
- 2015 -	Curve
- 2016 -	Dirty Grandpa